# قضب عصوي
قضب عصوي (الاسم العلمي:Cadaba virgata) هو نوع من النباتات يتبع جنس القضب من الفصيلة القبارية.